# 筧槇二
筧 槇二（かけい しんじ、1930年7月28日 - 2008年4月10日）は、日本の詩人。本名・渡辺真次。
神奈川県生まれ。横浜国立大学卒。1950年『山脈』を創刊。89年『怖い瞳』で日本詩人クラブ賞受賞。俳人として渡辺四夢を名乗った。

## 著書
- 気がのらぬ外出 詩集 山脈会 1961
- 青春紀行 詩集 山脈会 1965
- かなしいボン 詩集 ネプチューンシリーズ刊行会 1966
- 海が沸く詩集 山脈会 1972
- あめりか 短篇小説集 山脈会 1974 (山脈叢書)
- よこすか 小詩文集 渡辺順子 1974
- 迷ひ猪 詩集 現代詩研究所 1975
- 外人嫌ひ 随筆集 山脈会 1975 (山脈叢書１）
- 女の首 詩集 山脈会 1976
- 筧槙二詩集 宝文館出版 1977.8 (昭和詩大系)
- 同志シンディーの帰還 詩集 VAN書房 1977.7
- 鴃舌の部屋 山脈文庫 1978.6
- 詩人たち 随筆集 山脈会 1979.9 (山脈叢書)
- 泉岳寺附近所見 詩集 山脈文庫 1979.8
- 逃亡の研究 詩集 文童社 1980.5
- 共和国の椅子 金井塚道栄共著 大和美術印刷出版部 1980.12 (日本きゃらばん文庫)
- 渡辺四夢句集 山脈文庫 1981.6
- 筧槙二詩集 芸風書院 1982.1 (日本現代詩人叢書)
- 滅びの姿 随筆集 Van書房 1982.12
- 筒井筒 詩集 山脈文庫 1982.8
- ポポ 随筆集 Van書房 1983.11
- 山を抱く人たち 随筆集 Van書房 1984.12
- 鬼の春 句集 山脈文庫 1984.5
- 夕凪ぎ 詩集 山脈文庫 1985.10
- 筧槙二詩集 近文社 1986.2 (日本詩人叢書)
- ポポ 続 随筆集 Van書房 1986.10
- 赤猫 詩集 山脈文庫 1987.6
- 怖い瞳 詩集 石文館 1988.11
- ビルマ戦記 詩集 山脈文庫 1989.12
- ポポ 続々〔ヒョウ〕の会 1990.8
- 山脈後記集 山脈文庫 1990.8
- 山脈後記集 続 山脈文庫 1990.8
- 風葬の夜 詩集 ワニ・プロダクション 1991.4
- 筧槙二短篇小説集 山脈会 1992.8 (山脈叢書 別巻)
- 光琳の秋 詩集 横浜詩人会 1992.9 (ネプチューン・シリーズ
- 筧槙二詩集 土曜美術社 1992.4 (日本現代詩文庫）
- 戦士たちのうた 野球詩集 私家版 1993.8
- よもやまばなし 随筆集 山脈文庫 1994.4 (山脈叢書）
- 鯖のやうな男 詩集 ワニ・プロダクション 1994.10
- 鬼ごのみ 句集 山脈文庫 1996.7 (山脈文庫)
- 詩壇 エッセイ集 石原武共著 山脈文庫 1998.1 (山脈叢書）
- おーいポポよ 山脈文庫 1999.6
- 夕暮の時はよい時 詩集 山脈文庫 1999.5
- 詩のある写真館 山脈会有志詩 待望社 2001.4
- 同志シンディーの帰還 私家版 2001
- 春の足音 私家版 筧槙二の自選詩12篇　2002.9
- 残日余情 山脈文庫 2002.2 (山脈叢書)
- 村雨橋 市井の人々 詩集 山脈文庫 2004.8
- 鴃舌の部屋 評論集2  山脈文庫 2005.8 (山脈叢書
- 一字の夏 詩集 中澤信男 2007.5
- 真昼の夕焼け 短篇小説六篇&随筆三篇 中澤信男 2008.4

## 参考
- 文藝年鑑